# Hercostomus submalthinus
Hercostomus submalthinus är en tvåvingeart som beskrevs av Olejnicek 2003. Hercostomus submalthinus ingår i släktet Hercostomus och familjen styltflugor.
Artens utbredningsområde är Laos. Inga underarter finns listade i Catalogue of Life.